# Alexander Janzen
Alexander Janzen (* 20. Juli 1985 in Jarowoje, Russische SFSR) ist ein deutsch-russischer Eishockeyspieler, der seit 2018 bei den EHF Passau Black Hawks aus der Oberliga Süd unter Vertrag steht.

## Karriere
Janzen kam 2001 nach Deutschland und begann seine Karriere bei den Kölner EC Junghaien in der Deutschen Nachwuchsliga. In der darauf folgenden Saison wechselte er zum REV Bremerhaven, für den er insgesamt fünf Spielzeiten bestritt. Im Rahmen des Förderlizenzprogramms kam der Stürmer auch zu zwei Einsätzen bei den Hannover Scorpions aus der Deutschen Eishockey Liga. 
Die Saison 2008/09 begann Alexander Janzen in der Perwaja Liga, wo er bei Wimpel Meschduretschensk unter Vertrag stand. Aufgrund finanzieller Probleme wurde er jedoch Anfang Dezember 2008 freigestellt und wechselte zu den Eispiraten Crimmitschau. Nach der Saison bekam Janzen kein neues Vertragsangebot der Eispiraten. Mitte Juli 2009 gaben die Verantwortlichen des Oberligisten EHC Dortmund bekannt, den mittlerweile 23-jährigen verpflichtet zu haben, allerdings blieb er nur für eine Spielzeit dort. Zur Saison 2010/11 zog es ihn wieder zurück zum REV Bremerhaven, wo Janzen seine Profikarriere begonnen hat. In Bremerhaven trifft er auf seinen jüngeren Bruder Sergei, der ebenfalls dort unter Vertrag steht.
Im August 2012 erhielten Alexander und sein Bruder Sergei einen Probevertrag bei den Hannover Scorpions. Beide konnten während der Saisonvorbereitung überzeugen und wurden bei den Niedersachsen mit einem Vertrag für die Saison 2012/13 ausgestattet. In seinem fünften Saisonspiel für die Hannover Scorpions erzielte Alexander sein erstes DEL-Tor. Die Vorlage dazu lieferte sein Bruder Sergei. Zur Saison 2014/15 wechselte Alexander wie auch sein Bruder in die DEL2 zu den Heilbronner Falken, ein Jahr später wurden sie zusammen vom Deggendorfer SC verpflichtet.

## Erfolge und Auszeichnungen
- 2004 Oberligameisterschaft und Aufstieg in die 2. Bundesliga mit dem REV Bremerhaven

## Karrierestatistik

### International
Vertrat Deutschland bei:
- U20-Junioren-A-Weltmeisterschaft 2005

(Legende zur Spielerstatistik: Sp oder GP = absolvierte Spiele; T oder G = erzielte Tore; V oder A = erzielte Assists; Pkt oder Pts = erzielte Scorerpunkte; SM oder PIM = erhaltene Strafminuten; +/− = Plus/Minus-Bilanz; PP = erzielte Überzahltore; SH = erzielte Unterzahltore; GW = erzielte Siegtore; 1 Play-downs/Relegation; Kursiv: Statistik nicht vollständig)